# Рений
| 75         | Рений |
| Re186,207  |       |
| 4f145d56s2 |       |

Ре́ний (химический символ — Re, от лат. Rhenium) — химический элемент 7-й группы (по устаревшей классификации — побочной подгруппы седьмой группы, VIIB) шестого периода периодической системы химических элементов Д. И. Менделеева, с атомным номером 75.
При стандартных условиях простое вещество рений представляет собой тяжёлый металл серебристо-белого цвета. Самый тугоплавкий металл после вольфрама.

## Происхождение названия
Название элемента происходит от латинского «Rhenus» — наименование реки Рейн в Германии.

## История
Существование рения было предсказано Д. И. Менделеевым («тримарганец») в 1871 году, по аналогии свойств элементов в группе периодической системы, однако «двимарганец» (английское «dvi-manganese») использовалось гораздо чаще. Подтверждение этому было получено Генри Мозли в 1914 году.
В 1908 году японский химик Масатака Огава объявил, что он открыл 43-й элемент и назвал его ниппоний (Np) в честь Японии (Ниппон по-японски). Однако недавний анализ показал наличие рения (элемента 75), а не элемента 43, хотя это переосмысление было поставлено под сомнение Эриком Скерри.
Элемент открыли в 1925 году немецкие химики Ида и Вальтер Ноддак, исследуя минерал колумбит спектральным анализом в лаборатории компании Siemens & Halske. Об этом было доложено на собрании немецких химиков в Нюрнберге. В следующем году группа учёных выделила из молибденита первые 2 мг рения. Относительно чистый рений удалось получить только в 1928 году. Для получения 1 г рения требовалось переработать более 600 кг норвежского молибденита.
Первое промышленное производство рения было организовано в Германии в 1930-х годах. Мощность установки составляла 120 кг в год, что полностью удовлетворяло мировую потребность в этом металле. В 1943 году в США после переработки молибденовых концентратов были получены первые 4,5 кг рения.
Рений стал последним открытым элементом, у которого известен стабильный изотоп. Все элементы, которые были открыты позднее рения (в том числе и полученные искусственно), не имели стабильных изотопов.
В 2025 году отмечается 100 лет открытия рения, в честь этого события проводится Симпозиум и выпущена памятная медаль https://upload.wikimedia.org/wikipedia/commons/5/5d/Памятная_медаль_100_летие_открытия_рения.jpg

## Нахождение в природе

### Мировая добыча рения
Крупнейшим производителем первичного рения является чилийская компания Molymet. Мировое производство рения колеблется между 50 и 60 тоннами. В 2008 году было произведено 57 тонн, в 2014 году — 48,8 тонн.
По странам крупнейшим производителем рения является Чили (53 % мирового производства), США (16 %), Польша (16 %), Узбекистан (10 %), Армения (1 %). Все прочие страны мира производят около 4 %, в том числе РФ менее 1 %. По другим данным, на втором месте после Чили по поставкам первичного рения на мировой рынок находится Казахстан (компании «Южполиметалл» и «Жезказганредмет», 8,5 т рения в год).

### Сырьевые источники и запасы
По природным запасам рения на первом месте в мире стоит Чили, на втором месте — США, а на третьем — Россия. Крупными запасами рения обладает современный Казахстан (месторождение вблизи г. Жезказган), бывший основным источником добычи рения в СССР. Запасы рения в виде рениита на острове Итуруп оцениваются в 10—15 тонн, в виде вулканических газов — до 20 тонн в год. В России гидрогенные полиэлементные месторождения (месторождения зон пластового окисления) обладают наибольшим ресурсным потенциалом, превышая потенциал медно-молибденовых руд медно-порфировых месторождений (основной источник рения в мире). Суммарные прогнозные ресурсы рения по месторождениям этого типа на территории РФ оцениваются в 2900 т, что составляет 76 % ресурсов Re страны. Большая часть (82 %) этих ресурсов находится в Подмосковной провинции, приуроченной к Подмосковному буроугольному бассейну, где наиболее изученным рениеносным объектом является Брикетно-Желтухинское месторождение в Рязанской области.
Общие мировые запасы рения (без учёта гидрогенных полиэлементных месторождений) составляют около 13 000 тонн, в том числе 3500 тонн в молибденовом сырье и 9500 тонн — в медном. При перспективном уровне потребления рения в количестве 40—50 тонн в год человечеству этого металла может хватить ещё на 250—300 лет. (Приведённое число носит оценочный характер без учёта степени повторного использования металла.) В практическом отношении важнейшими сырьевыми источниками получения первичного рения в промышленном масштабе остаются молибденовые и медные сульфидные концентраты. Содержание рения в них может доходить до 0,002—0,005 % по массе. В общем балансе производства рения в мире на них приходится более 80 %. Остальное в основном приходится на вторичное сырьё.
В последние четверть века внимание исследователей привлекает высокотемпературная редкометалльная парогазовая система вулкана Кудрявый на о. Итуруп Сахалинской области России — первое в мире открытое месторождение рения, представленное фумарольным полем с действующими источниками глубинных флюидов. Доказана возможность извлечения рения и других редких металлов из фумарольных газов вулкана; сделан обзор разработанных и запатентованных технологий извлечения дисульфида рения ReS2 из высокотемпературных вулканических газов. Описан состав первого собственного минерала рения — рениита. Вынос металлов вулканическими газами может достигать 20—36 т/год. Сделан вывод о целесообразности извлечения рения, индия, германия и других металлов из этого единственного в мире месторождения, а фумарольные парогазовые выбросы вулкана можно рассматривать как новый тип уникального комплексного минерального сырья. Утверждается, что извлечённый рений может полностью удовлетворить потребности России и исключить зависимость её промышленности от импорта. Начало добычи рения в промышленных масштабах из этого месторождения планировалось на 2020 год, однако пока так и не начато. Также источником рения является повторное его извлечение из лома содержащих его материалов.

## Геохимия рения
Рений — один из редчайших элементов земной коры. Его содержание в земной коре оценивается в 7⋅10-8 по массе. По геохимическим свойствам он схож со своими гораздо более распространёнными соседями по периодической системе — молибденом и вольфрамом. Поэтому в виде малых примесей он входит в минералы этих элементов. Основным источником рения служат молибденовые руды некоторых месторождений, где его извлекают как попутный компонент.
О чрезвычайной рассеянности рения говорит тот факт, что в мире известно только одно экономически выгодное месторождение рения. Оно находится в России: запасы в нём составляют около 10—15 тонн. Это месторождение было открыто в 1992 году на вулкане Кудрявый, остров Итуруп, Курильские острова. Месторождение в кальдере на вершине вулкана представлено фумарольным полем размерами ~50×20 м с постоянно действующими источниками высокотемпературных глубинных флюидов — фумаролами. Это означает, что месторождение активно формируется по сегодняшний день: по разным оценкам, с газами в атмосферу уходит от 10 до 37 тонн рения в год.
Минералы рения редки. На 2020 год известны пять сульфидных минералов рения и самородный рений. Кроме того, в качестве примеси рений входит в колумбит, колчедан, а также в циркон и минералы редкоземельных элементов.
Рений встречается в виде редкого минерала джезказганита (ReMoCu2PbS6), найденного в 1968 году в медистых песчаниках, Джезказганское месторождение. Он в настоящее время дискредитирован Комиссией по новым минералам, номенклатуре и классификации ввиду недостаточности структурных данных.
Описан минерал, также названный публикаторами джезказганитом, но не являющийся им. Это сульфид меди, железа и рения с массовым содержанием рения 10,50…36,47 %, обнаруженный в медно-молибден-порфировых рудах месторождения Кальмакыр (Узбекистан) в 2007 году.
Рений обнаружен в указанном выше месторождении на вулкане Кудрявый в форме минерала рениит ReS2, описанного в 1994 году, со структурой, аналогичной молибдениту. Массовое содержание рения в нём 74,30 %. Природный дисульфид рения обнаружен впервые в 1986 году на вулкане Усу (Япония)
Осмиево-медный рениит (<60,25 мас. % Re) описан в медносульфидных рудах в составе кварцито-песчаников месторождения Воронов Бор, Карелия (2010 год).
Ещё один минерал, содержащий рений, — таркианит (Cu,Fe)(Re,Mo)4S8 (53,61 % Re) — был обнаружен в медно-никелевом концентрате из месторождения Хитура в Финляндии.
Рений крайне редко встречается в самородной форме, такие находки описаны лишь трижды в виде микронных объектов в Забайкалье (1976), Австрии (2008) и на Украине (2007).

## Физические свойства
Полная электронная конфигурация атома рения: 1s22s22p63s23p64s23d104p65s24d105p66s24f145d5.
Рений — блестящий серебристо-белый металл. Порошок металла — чёрного или тёмно-серого цвета в зависимости от дисперсности. Это один из наиболее плотных и твёрдых металлов (плотность — 21,02 г/см³). Температура плавления — 3459 K (3186 °C). Кипит при 5869 K (5596 °C). Парамагнитен.
Кристаллическая решётка гексагональная (а = 0,2760 нм, с = 0,4458 нм) (а = 0,2761 нм, c = 0,4456 нм).
По ряду физических свойств рений приближается к тугоплавким металлам VI группы (молибден, вольфрам), а также к металлам платиновой группы. По температуре плавления рений занимает второе место среди металлов, уступая лишь вольфраму, а по плотности — четвёртое (после осмия, иридия и платины). По температуре кипения стоит на первом месте среди химических элементов (5869 К по сравнению с 5828 К у вольфрама).
Чистый металл пластичен при комнатной температуре, но вследствие высокого модуля упругости после обработки твёрдость рения сильно возрастает из-за наклёпа. Для восстановления пластичности его отжигают в водороде, инертном газе или вакууме. Рений выдерживает многократные нагревы и охлаждения без потери прочности. Его прочность при температуре до 1200 °C выше, чем вольфрама, и значительно превосходит прочность молибдена. Удельное электрическое сопротивление рения в четыре раза больше, чем у вольфрама и молибдена.

## Химические свойства
Компактный рений устойчив на воздухе при обычных температурах. При температурах выше 300  °C наблюдается окисление металла, интенсивно окисление идёт при температурах выше 600  °C. Рений более устойчив к окислению, чем вольфрам, не реагирует непосредственно с азотом и водородом; порошок рения лишь адсорбирует водород. Рений способен образовывать восемь различных оксидов . При нагревании рений взаимодействует с фтором, хлором и бромом. Рений почти не растворим в соляной и плавиковой кислотах и лишь слабо реагирует с серной кислотой даже при нагревании, но легко растворяется в азотной кислоте при нагревании:
{\displaystyle {\ce {Re + 7HNO3 -> HReO4 + 7NO2 + 3H2O}}}
Со ртутью рений образует амальгаму. C серой образует сульфиды: ReS2 и полимерный  [Re3(μ3-S)(μ2-S2)3(S2)(3n −1)/n)]n,   а не Re2S7, как считалось ранее ,,. Полимерный сульфид рения может быть синтезирован тремя способами - тиосульфатным, сульфидным и тиоацетамидным .  Может образовать полиоксоренат  , но чаще в высшей степени окисления существует как тетраэдрический перренат-анион.
Рений взаимодействует с водными растворами пероксида водорода с образованием рениевой кислоты - рений единственный металл, образующий ионы («ренидионы»), в которых металл отрицательно одновалентен .

## Стоимость
Из-за низкой доступности и высокого спроса рений является одним из самых дорогих металлов. Цена на него сильно зависит от чистоты металла, 1 кг рения стоит от 1000 до 10 000 долларов. Цены на 99,99-процентный рений колеблются в зависимости от спроса в диапазоне от 1200 долларов/кг в 2005 году до 10 000 долл./кг в 2008 г., на 2014 год они составляли около 3000 долл./кг (золото в 2010 году стоило около 40 000 долл./кг).

## Получение

### Технология получения рения
Рений получают при переработке сырья с очень низким содержанием целевого компонента (в основном это медное и молибденовое сульфидное сырьё).
Переработка сульфидного ренийсодержащего медного и молибденового сырья основана на пирометаллургических процессах (плавка, конвертирование, окислительный обжиг). В условиях высоких температур рений возгоняется в виде высшего оксида Re2O7, который затем задерживается в системах пылегазоулавливания.
В случае неполной возгонки рения при обжиге молибденитовых концентратов часть его остаётся в огарке и затем переходит в аммиачные или содовые растворы выщелачивания огарков (NH4ReO4), которые позже восстанавливают водородом:
{\displaystyle {\ce {2 NH4ReO4 + 7 H2 -> 2 NH3 + 2 Re + 8 H2O}}}
Полученный порошок рения методами порошковой металлургии превращают в слитки металла.
Таким образом, источниками получения рения при переработке молибденитовых концентратов могут служить сернокислотные растворы мокрых систем пылеулавливания и маточные растворы после гидрометаллургической переработки огарков.
При плавке медных концентратов с газами уносится 56—60 % рения. Невозогнавшийся рений целиком переходит в штейн. При конвертировании последнего содержащийся в нём рений удаляется с газами. Если печные и конверторные газы используют для производства серной кислоты, то рений концентрируется в промывной циркуляционной серной кислоте электрофильтров в виде рениевой кислоты. Таким образом, промывная серная кислота служит основным источником получения рения при переработке медных концентратов.
Основные методы выделения из растворов и очистки рения — экстракционные и сорбционные.
После возгонки и очистки раствора итоговый выход из руды составляет 65—85 %. Ввиду столь низкой доли выделения дорогого металла ведутся поиски альтернативных способов извлечения из руды (что применимо ко всем рассеянным металлам). Одним из современных методов является извлечение нанофракций в водный, а не кислотный или щелочной раствор. Таким образом снижается предел обнаружения ряда химических элементов на 2—3 порядка, то есть можно фиксировать значительно меньшие концентрации.
Практикуются технологии попутного извлечения рения из продуктивных растворов подземного выщелачивания урановых руд.

## Применение
Потребление рения в 2014 году составляло 59,7 тонны, из них 45,4 тонны — в США, 15,2 тонны — все прочие страны.
Важнейшие свойства рения, определяющие его применение — это очень высокая температура плавления, устойчивость к химическим реагентам, каталитическая активность (в этом он близок к платиноидам). Рений является дорогим и редким металлом, поэтому его использование ограничено теми случаями, когда они дают исключительные преимущества перед использованием других металлов.
До открытия платинорениевых катализаторов риформинга основной областью применения рения были жаропрочные сплавы. Сплавы рения с молибденом, вольфрамом и другими металлами используются при создании деталей ракетной техники и сверхзвуковой авиации. Сплавы никеля и рения используются для изготовления камер сгорания, лопаток турбин и выхлопных сопел реактивных двигателей. Эти сплавы содержат до 6 % рения, что делает строительство реактивных двигателей крупнейшим потребителем рения. В частности, монокристаллические никелевые ренийсодержащие сплавы, обладающие повышенной жаропрочностью, используются для изготовления лопаток газотурбинных двигателей. Рений имеет критическое военно-стратегическое значение ввиду его использования при изготовлении военных реактивных и ракетных двигателей с высокими параметрами.
Вольфрам-рениевые термопары позволяют измерять температуры до 2200 °C.
Как легирующую присадку рений вводят в сплавы на основе никеля, хрома и титана. Промотирование рением платиновых металлов увеличивает износоустойчивость последних. Из подобных сплавов делают наконечники перьев автоматических ручек, фильеры для искусственного волокна. Также рений используют в сплавах для изготовления деталей точных приборов, например, пружин, для изготовления нитей накала в масс-спектрометрах и ионных манометрах, и катодов. В этих случаях также используют вольфрам, покрытый рением. Рений химически стоек, поэтому его применяют для создания покрытий, предохраняющих металлы от действия кислот, щелочей, морской воды и сернистых соединений.
С момента открытия платинорениевых катализаторов риформинга (1968) рений начали активно использовать для промышленного производства таких катализаторов. Это позволило повысить эффективность производства высокооктановых компонентов бензина, используемых для получения товарного бензина, не требующего добавки тетраэтилсвинца. Использование рения в нефтепереработке во много раз повысило мировой спрос на него.
Кроме того, из рения делают самоочищающиеся электрические контакты. При замыкании и разрыве цепи всегда происходит электрический разряд, в результате чего металл контакта окисляется. Точно так же окисляется и рений, но его оксид Re2O7 летуч при относительно низких температурах (температура кипения — всего +362,4  °C), и при разрядах он испаряется с поверхности контакта, поэтому рениевые контакты служат очень долго.
В США 70 % использования рения приходится на высокотемпературные сплавы для деталей турбинных двигателей, 20 % — на производство катализаторов для риформинга нефти.
Различным аспектам технологии получения и применения рения  посвящена секция международной конференции.

## Биологическая роль
Рений не участвует в биохимических процессах и не играет биологической роли.

## Изотопы
Известны изотопы рения с массовыми числами от 160 до 194 (количество протонов 75, нейтронов от 85 до 119), и более 20 ядерных изомеров.
Природный рений состоит из двух изотопов: 185Re (37,07 %) и 187Re (62,93 %). Первый из них стабилен, а второй испытывает бета-распад с периодом полураспада 43,5 млрд лет. Этот изотоп используется для определения абсолютного геологического возраста минералов, горных пород, руд и метеоритов с помощью рений-осмиевого метода) по измерению в минералах, содержащих рений, относительных концентраций изотопов 187Re и 187Os — стабильного изотопа, являющегося продуктом распада 187Re.
Распад 187Re примечателен также тем, что энергия этого распада является наименьшей (2,6 кэВ) среди всех известных изотопов, подверженных бета-распаду.